# Adelândia
Adelândia är en kommun i Brasilien.   Den ligger i delstaten Goiás, i den centrala delen av landet, 250 km väster om huvudstaden Brasília. Antalet invånare är 2 483.
Omgivningarna runt Adelândia är huvudsakligen savann. Runt Adelândia är det ganska glesbefolkat, med 22 invånare per kvadratkilometer.